# Liste der Burgen und Schlösser in Kleinpolen

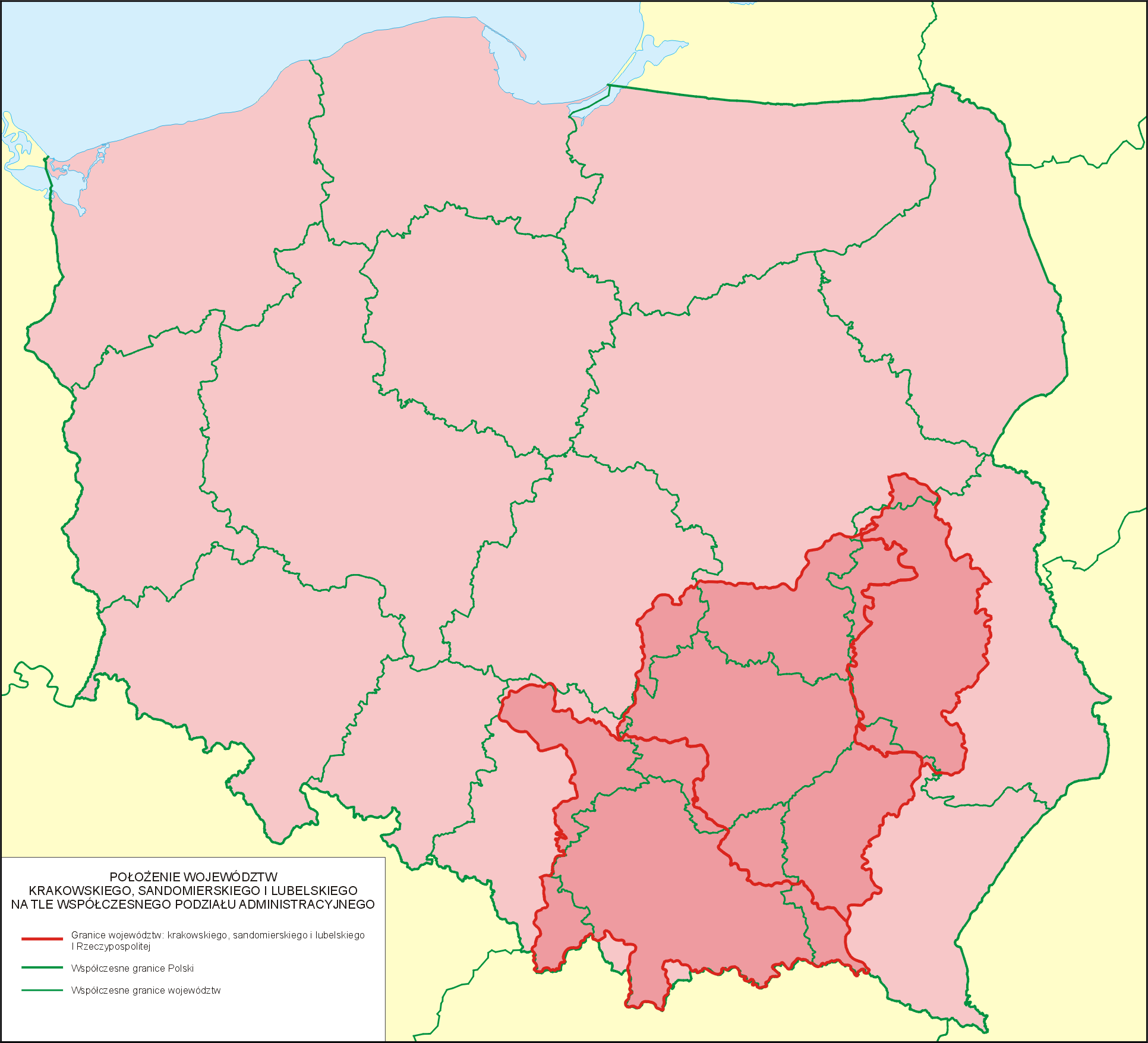
Die drei kleinpolnischen Woiwodschaften (Krakau, Sandomir und Lublin) der polnisch-litauischen Adelsrepublik und die aktuelle Verwaltungsgliederung Polens

Die Liste der Burgen und Schlösser in Kleinpolen führt historische Bauwerke der alten Provinz Kleinpolen auf, die ursprünglich den südlichen Teil Polens mit den Metropolen Krakau, Lublin, Zamość und Sandomierz umfasste.
Die zeitweise dazugehörigen ukrainischen Gebiete Galizien, Podolien und Wolhynien werden hier nicht berücksichtigt.
Nach der neuesten Verwaltungseinteilung Polens erstreckt sich das alte Kleinpolen auf die heutigen Wojewodschaften Kleinpolen, Heiligkreuz und die westlichen Teile der Wojewodschaften Lublin und Karpatenvorland sowie kleinere Teile der Wojewodschaften Schlesien (nördlich und östlich), Łódź (östlich) und Masowien (südlich).

## Listen nach Woiwodschaften
| Heiligkreuz                                                                  | Lublin                                                                  | Karpatenvorland                                                                  | Kleinpolen                                                                  |
| ---------------------------------------------------------------------------- | ----------------------------------------------------------------------- | -------------------------------------------------------------------------------- | --------------------------------------------------------------------------- |
| Hauptartikel: Liste der Burgen und Schlösser in der Woiwodschaft Heiligkreuz | Hauptartikel: Liste der Burgen und Schlösser in der Woiwodschaft Lublin | Hauptartikel: Liste der Burgen und Schlösser in der Woiwodschaft Karpatenvorland | Hauptartikel: Liste der Burgen und Schlösser in der Woiwodschaft Kleinpolen |

## Burgen und Schlösser
| Ort                  | Name und Art des Bauwerks                           | Erbauungszeit          | Wojewodschaft   | Bemerkungen                                                    | Bild |
| -------------------- | --------------------------------------------------- | ---------------------- | --------------- | -------------------------------------------------------------- | ---- |
| Baranów Sandomierski | Leszczyński-Palast Renaissanceschloss               | 4. V. 16. Jh.          | Karpatenvorland | „Perle der polnischen Renaissance“, „Kleiner Wawel“            |      |
| Bełżyce              | Ritterschloss                                       | 1446                   | Lublin          | Stark umgebaut                                                 |      |
| Będzin               | Königliche Burg                                     | 1358                   | Schlesien       |                                                                |      |
| Bobolice             | Königliche gotische Burg                            | um 1350–1352           | Schlesien       |                                                                |      |
| Bodzentyn            | Ruine des barocken Palastes der Bischöfe von Krakau | 2. H. 14. Jh.          | Heiligkreuz     |                                                                |      |
| Bydlin               | Burgruine                                           | 1388                   | Kleinpolen      |                                                                |      |
| Chęciny              | Burgruine                                           | 1306                   | Heiligkreuz     |                                                                |      |
| Iłża                 | Gotische Burgruine der Bischöfe von Krakau          | zwischen 1327 und 1347 | Masowien        |                                                                |      |
| Niedzica-Zamek       | Mittelalterliche Burg Dunajec                       | zwischen 1320 und 1326 | Kleinpolen      | „Malerischste Burg der Umgebung“, gegenüber der Burg Czorsztyn |      |
| Niepołomice          | Königliches Renaissanceschloss                      | 1550–1571              | Kleinpolen      | „Zweiter Wawel“                                                |      |
| Pilica               | Renaissanceschloss                                  | um 1610                | Schlesien       |                                                                |      |

Weitere Burgen und Schlösser in:
Czorsztyn, Czchów, Dębno, Dobczyce, Drzewica, Janowiec, Kazimierz Dolny, Korzkiew, Krzyżtopór, Mirów, Łańcut, Melsztyn, Morsko